# Hilde Oseid
Hilde Oseid (...) è un'ex sciatrice alpina norvegese.

## Biografia
Figlia di Karen-Sofie Styrmoe, a sua volta sciatrice alpina, ai Campionati norvegesi Hilde Oseid vinse la medaglia d'oro nella discesa libera nel 1979; non prese parte a rassegne olimpiche né ottenne piazzamenti in Coppa del Mondo o ai Campionati mondiali.

## Palmarès

### Campionati norvegesi
- 1 medaglia (dati parziali fino alla stagione 1978-1979):
  - 1 oro (discesa libera[2] nel 1979)